# Kirk Whalum

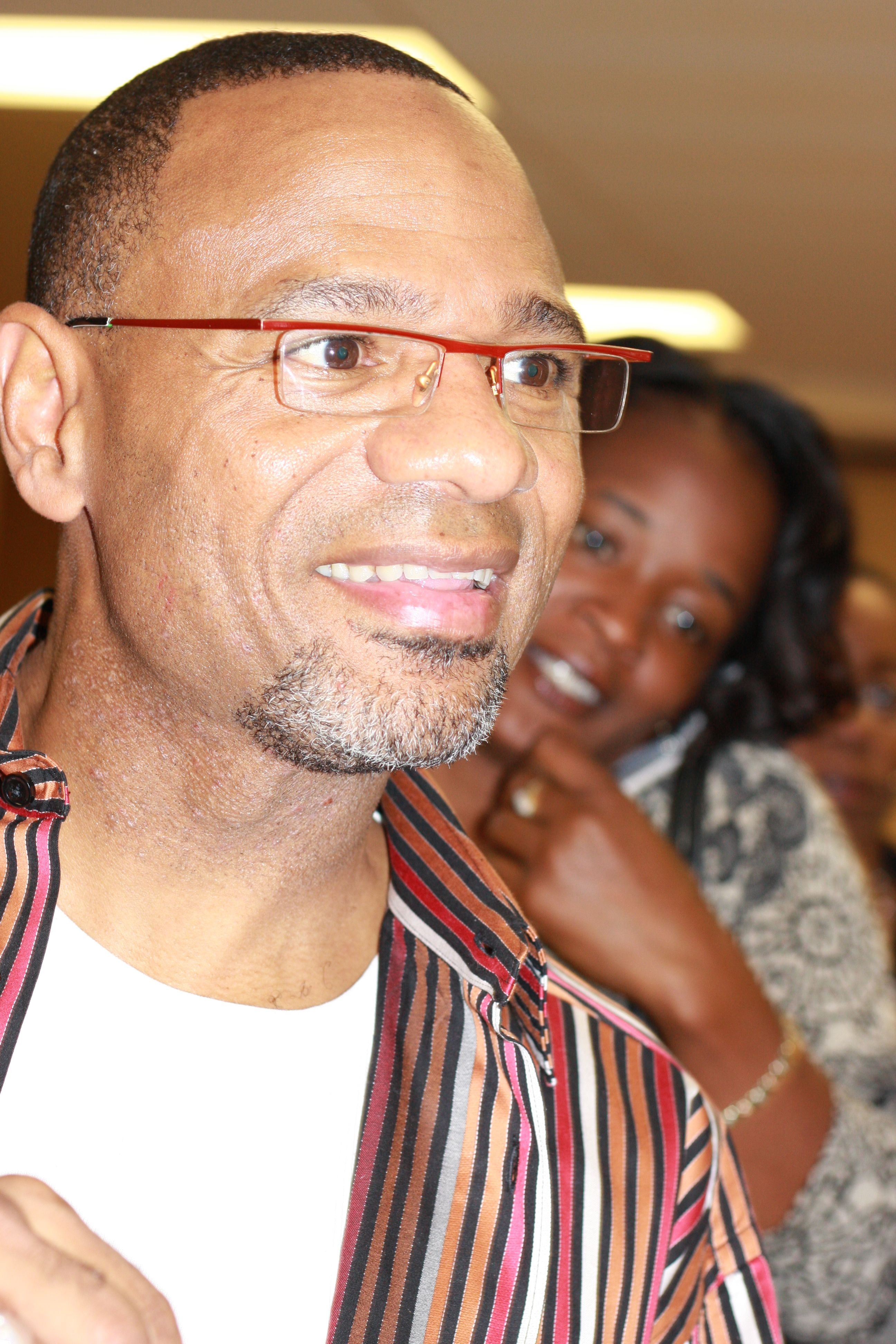
Kirk Whalum (2007)

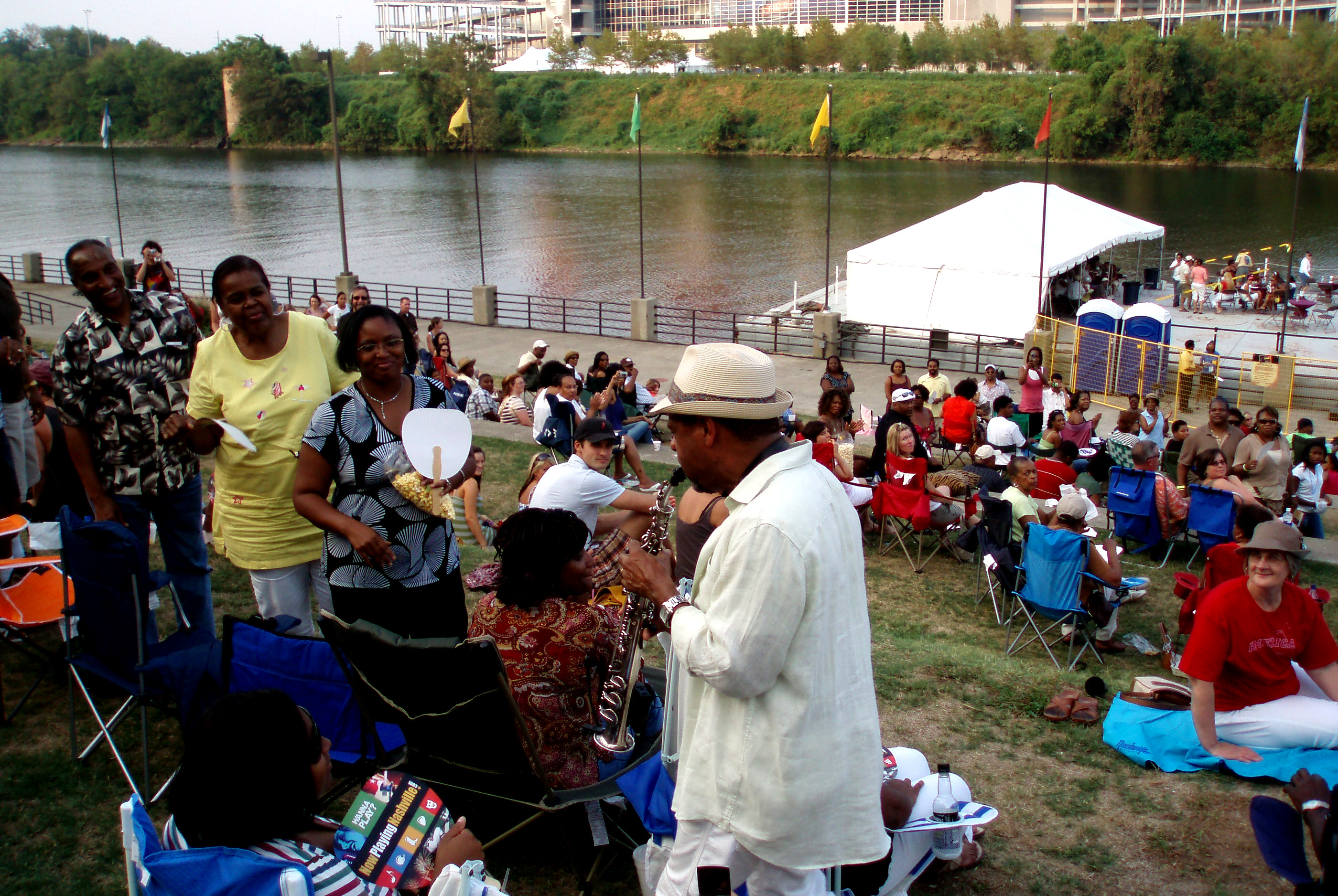
Whalum auf einem Festival in Nashville (2007)

Kirk Whalum (* 11. Juli 1958 in Memphis, Tennessee) ist ein US-amerikanischer Fusionmusiker (Tenor- und Sopransaxophon, Flöte) der insbesondere im Bereich des Smooth Jazz hervorgetreten ist. Er wurde bisher zwölfmal für den Grammy nominiert und gewann diesen 2011 in der Kategorie Best Gospel Song mit dem Titel It’s What I Do, den er mit Jerry Peters verfasste.

## Leben und Wirken
Whalum stammt aus einer musikalischen Familie und sang im Gospelchor seines Vaters, eines baptistischen Geistlichen; zwei seiner Onkel spielten in Jazzbands. Nach dem Besuch der Melrose High School, wo er vom Schlagzeug zum Saxophon wechselte, erhielt er ein Stipendium für die Texas Southern University, wo er 1979 eine Band gründete, mit der die lokalen Clubs bespielte. 1984 spielte er in der Vorgruppe für Bob James in Houston, der ihn darauf einlud, an seinem Album 12 mitzuwirken und mit ihm zu touren. 1985 erhielt er die Gelegenheit, sein eigenes Debütalbum einzuspielen, dem weitere Alben folgten. Mit Jean Michel Jarre trat er an Stelle des verunglückten Astronauten Ron McNair 1986 bei mehreren Konzerten der NASA auf. 1987 zog er nach Pasadena und arbeitete er mit Larry Carlton, in den nächsten Jahren auch mit Babyface, Nancy Wilson, Al Jarreau, Luther Vandross, Barbra Streisand,  Kevin Mahogany, Al Green und Quincy Jones. Weltweit trat er als Vorgruppe für Whitney Houston auf, auf deren erfolgreicher Cover-Single I Will Always Love You (1992) er das Saxophonsolo spielte.
Sein Album Caché (1993) brachte ihm den Durchbruch; es war fünf Wochen an der Spitze der Billboard Contemporary Jazz Charts. In den letzten Jahren hat er vorrangig Konzeptalben vorgelegt: In seinem Album Into My Soul (2003) setzte er sich mit der Musik seiner Geburtsstadt, dem Memphis Soul, auseinander; als Gastmusiker waren daran Isaac Hayes, Maurice White (Earth, Wind & Fire) und Whalums Kinderfreund, der Schlagzeuger Blair Cunningham, beteiligt. 2005 nahm Whalum sein Babyface Songbook (2005) mit einer Auswahl bekannter Songs von Babyface auf. Dazu holte er andere Smoothjazz-Musiker wie Trompeter Rick Braun, Saxophonkollege Dave Koz und die Gitarristen Norman Brown und Chuck Loeb ins Studio. Weitere Alben beschäftigen sich mit der Musik von Donny Hathaway und mit den Zusammenhängen zwischen Jazz und Gospelmusik.
Whalum war weiterhin als Studiomusiker an einer Reihe von Filmmusiken wie The Prince of Tides, Boyz n the Hood – Jungs im Viertel, The Bodyguard, Grand Canyon – Im Herzen der Stadt und Seitensprünge beteiligt.
2006 bis 2008 war er der erste Artist in Residence der Stax Music Academy seiner Heimatstadt.

## Diskografie

### Alben
| Jahr | Titel                                                 | Höchstplatzierung, Gesamtwochen, AuszeichnungChartplatzierungen (Jahr, Titel, Platzierungen, Wochen, Auszeichnungen, Anmerkungen) | Höchstplatzierung, Gesamtwochen, AuszeichnungChartplatzierungen (Jahr, Titel, Platzierungen, Wochen, Auszeichnungen, Anmerkungen) | Anmerkungen |
| Jahr | Titel                                                 | US | R&B | Anmerkungen |
| ---- | ----------------------------------------------------- | --- | --- | ----------- |
| 1988 | And You Know That!                                    | US142 (10 Wo.)US | — |             |
| 1993 | Caché                                                 | — | R&B42 (21 Wo.)R&B |             |
| 2000 | Unconditional                                         | — | R&B86 (4 Wo.)R&B |             |
| 2003 | Into My Soul                                          | — | R&B44 (8 Wo.)R&B |             |
| 2005 | Kirk Whalum Performs The Babyface Songbook            | — | R&B60 (4 Wo.)R&B |             |
| 2010 | Everything Is Everything: The Music Of Donny Hathaway | — | R&B41 (4 Wo.)R&B |             |

Weitere Alben
- 1985: Floppy Disk
- 1989: The Promise
- 1995: In This Life
- 1996: Joined at the Hip
- 1997: Colors
- 1998: Gospel According to Jazz: Chapter 1
- 2001: Hymns in the Garden
- 2001: The Christmas Message
- 2002: The Best of Kirk Whalum
- 2002: Gospel According to Jazz: Chapter 2
- 2007: Roundtrip
- 2010: The Gospel According to Jazz Chapter III
- 2012: Romance Language
- 2019: Humanité

### Singles (Auswahl)
| Jahr | Titel Album           | Höchstplatzierung, Gesamtwochen, AuszeichnungChartplatzierungen (Jahr, Titel, Album, Platzierungen, Wochen, Auszeichnungen, Anmerkungen) | Höchstplatzierung, Gesamtwochen, AuszeichnungChartplatzierungen (Jahr, Titel, Album, Platzierungen, Wochen, Auszeichnungen, Anmerkungen) | Anmerkungen          |
| Jahr | Titel Album           | US | R&B | Anmerkungen          |
| ---- | --------------------- | --- | --- | -------------------- |
| 1988 | Love Is A Losing Game | — | R&B51 (8 Wo.)R&B | feat. Jevetta Steele |